# Platymantis montana
Platymantis montana és una espècie de granota que viu a les Filipines.